# Jaroslav Balík
Jaroslav Balík (Praga, 23 de juny de 1924 - Praga, 17 d'octubre de 1996) va ser un guionista, director i professor de cinema txec.

## Trajectòria
Va començar a treballar al cinema txecoslovac després de la Segona Guerra Mundial en diversos llocs d'assistent. Al mateix temps, va estudiar a la FAMU de Praga, estudis que va completar el 1952. Després de graduar-se va treballar com a ajudant de direcció i a partir del 1957, com a director independent. Del 1973 al 1990 va ensenyar a la FAMU de Praga.
Al començament de la seva carrera, encara va fer la pel·lícula Bomba, relativament aclamada, la pel·lícula que el va donar a conèixer fou Blbec z Xeenemünde (1962) protagonitzada per Václav Sloup, així com la comèdia  Slečna Golem protagonitzada per Jana Brejchová. Entre les seves produccions televisives més conegudes a principis dels anys setanta foren Případ Mauricius el 1970, la mítica pel·lícula televisiva Romeo a Julie na konci listopadu i la pel·lícula romàntica Milenci v roce jedna protagonitzada per Marta Vančurová i Viktor Preiss.

## Filmografia
Cinema
- 1987 Narozeniny režiséra Z. K.
- 1985 Experiment Eva
- 1984 Atomová katedrála
- 1982 Šílený kankán
- 1981 Konečná stanice
- 1980 Rytmus 1934
- 1979 Hordubal
- 1978 Já jsem Stěna smrti
- 1977 Stín létajícího ptáčka
- 1977 Zrcadlení
- 1976 Jeden stříbrný
- 1974 V každém pokoji žena
- 1973 Milenci v roce jedna
- 1972 Slečna Golem
- 1968 Ta třetí
- 1967 Jak se krade milión
- 1964 Pět hříšníků
- 1962 Blbec z Xeenemünde
- 1962 Tarzanova smrt
- 1961 Reportáž psaná na oprátce
- 1959 Zkouška pokračuje
- 1957 Bomba

Televisió
- 1977 Tichá voda
- 1974 Kosmas a paní Božetěcha
- 1973 Adam a Gabriel
- 1971 Romeo a Julie na konci listopadu
- 1970 Kouzelný dům
- 1970 Príbehy z lepšej spoločnosti
- 1970 Případ Mauricius